# Alice ça glisse
Pour les articles homonymes, voir Alice.
 (février 2017).
Si vous disposez d'ouvrages ou d'articles de référence ou si vous connaissez des sites web de qualité traitant du thème abordé ici, merci de compléter l'article en donnant les références utiles à sa vérifiabilité et en les liant à la section « Notes et références ».
Albums de Francky Vincent
Manzé Zaza
(1990) Nigivir
(1993)
Alice ça glisse est une chanson de zouk, écrite, composée et interprétée par le chanteur français Francky Vincent en 1991. C'est également le titre de l'album homonyme de cet artiste sorti la même année aux Antilles puis en 1994 en France métropolitaine.

## Histoire de la chanson
La chanson connaît deux histoires.
La première, aux Antilles, lors de sa sortie en 1991, quand l'album, contenant entre autres le fameux titre Fruit de la passion, connaît alors un franc succès[réf. nécessaire].
Mais, c'est fin 1994, lorsque sort, chez Arcade Music, la compilation Fruit de la passion (vas-y Francky c'est bon) (disque d'or, puis double disque d'or, et enfin disque de platine[réf. nécessaire]), que la chanson est propulsée à la tête des hits. Durant l'été 1995, elle se classe, juste après Fruit de la passion, pendant trois semaines, en quarante-et-unième position[réf. nécessaire].

## Liste des titres de l'album
| A1. | Alice ça glisse     | 4:38 |
| A2. | Fruit de la passion | 4:00 |
| A3. | Ma canne à sucre    | 4:00 |
| A4. | Quand j'étais petit | 3:55 |

| B1. | Au top dans le ghetto  | 4:12 |
| B2. | Le Tourment d'amour    | 4:20 |
| B3. | Faut pas divorcer      | 4:00 |
| B4. | Poche-la (Steve James) | 4:00 |

## Musiciens de l'album
- Chant : Francky Vincent
- Chœurs : Liliane Davis, Pascale Richard
- Piano : Luc Léandry
- Synthétiseur : Luc Léandry
- Basse : Luc Léandry
- Guitares : Camille Breter, Olivier Marot
- Programmation des rythmes : Luc Léandry